# Pałac w Chełmnie nad Nerem
Pałac w Chełmnie nad Nerem – neogotycki, XIX-wieczny pałac należący do majątku rodziny Bistramów w Chełmnie nad Nerem. Podczas II wojny światowej budynek był częścią obozu zagłady w Chełmnie nad Nerem, został wysadzony w powietrze 7 kwietnia 1943 roku.

## Historia
Majątek w Chełmnie znajdował się w posiadaniu generała Karola Bistrama od 1837 roku, otrzymał go on w nagrodę za udział w tłumieniu powstania listopada. W drugiej połowie XIX wieku syn Karola, Nikołaj Bistram, wzniósł na skarpie nad Nerem neogotycki pałac. Obok pałacu znajdowały się także zabudowania gospodarcze, a wokół niego trzyhektarowy park i ogrody. Pałac miał wymiary 41,65 na 13,68 metrów. 
Po 1919 roku pałac i cała posiadłość została przejęta przez państwo polskie, budynek został przebudowany i zakwaterowano w nim polskie rodziny. Jesienią 1941 roku budynek został zajęty przez Niemców, członków Sonderkommando Lange, w celu wykorzystania go przy organizowaniu obozu zagłady. W momencie zajęcia budynku majątek składał się z pałacu, spichlerza, oficyny dworskiej i kilku budynków gospodarczych. W trakcie wojny pałac pełnił rolę więzienia i warsztatu w którym pracowali więźniowie żydowscy. Warsztaty rzemieślnicze urządzono w piwnicy budynku, urządono w nim także pomieszczenia w których przebywali więźniowie tzw. „komanda leśnego”, biorący udział w grzebaniu i paleniu zwłok na terenie lasu rzuchowskiego. 
Przed budynek pałacu przybywał każdy transport przywożony do Chełmna, następnie jeden z członków załogi obozu przemawiał do nich przed budynkiem, obiecując im lepsze warunki i pracę na wschodzie, wcześniej jednak wszyscy musieli wziąć kąpiel i poddać się dezynfekcji, która odbywać się miała wewnątrz pałacu. Przez środek piwnicy przebiegał centralny korytarz, nazywany tzw. „korytarzem śmierci”, przez który ofiary przechodziły prosto do ruchomych komór gazowych, na końcu korytarza znajdowała się drewniana rampa, przez którą ofiary były wpędzane do ciężarówek. Wokół pałacu odnaleziono kilka jam śmietniskowych, do których wrzucano rzeczy osobiste ofiar, które nie prezentowały dla personelu obozu żadnej wartości.
W kwietniu 1943 roku działalność obozu w Chełmnie została zawieszona. 7 kwietnia wysadzono w powietrze pałac, prawdopodobnie pod gruzami zginęła ostatnia przywieziona tego dnia grupa chorych na tyfus więźniów. 
Na terenie dawnego majątku przez kilka lat po wojnie działało boisko do piłki nożnej, w połowie lat 50. XX wieku teren został przekazany Gminnej Spółdzielnii „Samopomoc Chłopska”. Na terenie dawnego pałacu urządzono śmietniki i szalety. Ruiny pałacu odsłonięto podczas badań archeologicznych w latach 1997–2002.